# Arrondissement Soissons
Das Arrondissement Soissons ist eine Verwaltungseinheit des französischen Départements Aisne in der Region Hauts-de-France. Hauptort (Unterpräfektur) ist Soissons.

## Wahlkreise
Zum Arrondissement gehören Gemeinden aus fünf Wahlkreisen (Kantonen):
- Kanton Fère-en-Tardenois (mit 56 von 76 Gemeinden)
- Kanton Soissons-1
- Kanton Soissons-2
- Kanton Vic-sur-Aisne (mit 24 von 50 Gemeinden)
- Kanton Villers-Cotterêts (mit 56 von 76 Gemeinden)

## Gemeinden
Die Gemeinden des Arrondissements Soissons sind:
| 1. Acy (02003)                        | 2. Aizy-Jouy (02008)             | 3. Allemant (02010)                   | 4. Ambleny (02011)                 |
| 5. Ambrief (02012)                    | 6. Ancienville (02015)           | 7. Arcy-Sainte-Restitue (02022)       | 8. Audignicourt (02034)            |
| 9. Augy (02036)                       | 10. Bagneux (02043)              | 11. Bazoches-et-Saint-Thibaut (02054) | 12. Belleu (02064)                 |
| 13. Bernoy-le-Château (02564)         | 14. Berny-Rivière (02071)        | 15. Beugneux (02082)                  | 16. Bieuxy (02087)                 |
| 17. Billy-sur-Aisne (02089)           | 18. Billy-sur-Ourcq (02090)      | 19. Blanzy-lès-Fismes (02091)         | 20. Braine (02110)                 |
| 21. Braye (02118)                     | 22. Brenelle (02120)             | 23. Breny (02121)                     | 24. Bruys (02129)                  |
| 25. Bucy-le-Long (02131)              | 26. Buzancy (02138)              | 27. Celles-sur-Aisne (02148)          | 28. Cerseuil (02152)               |
| 29. Chacrise (02154)                  | 30. Chassemy (02167)             | 31. Chaudun (02172)                   | 32. Chavignon (02174)              |
| 33. Chavigny (02175)                  | 34. Chavonne (02176)             | 35. Chéry-Chartreuve (02179)          | 36. Chivres-Val (02190)            |
| 37. Chouy (02192)                     | 38. Ciry-Salsogne (02195)        | 39. Clamecy (02198)                   | 40. Cœuvres-et-Valsery (02201)     |
| 41. Condé-sur-Aisne (02210)           | 42. Corcy (02216)                | 43. Courcelles-sur-Vesle (02224)      | 44. Courmelles (02226)             |
| 45. Couvrelles (02230)                | 46. Coyolles (02232)             | 47. Cramaille (02233)                 | 48. Crouy (02243)                  |
| 49. Cuffies (02245)                   | 50. Cuiry-Housse (02249)         | 51. Cuisy-en-Almont (02253)           | 52. Cutry (02254)                  |
| 53. Cys-la-Commune (02255)            | 54. Dammard (02258)              | 55. Dampleux (02259)                  | 56. Dhuizel (02263)                |
| 57. Dommiers (02267)                  | 58. Droizy (02272)               | 59. Épagny (02277)                    | 60. Faverolles (02302)             |
| 61. La Ferté-Milon (02307)            | 62. Fleury (02316)               | 63. Fontenoy (02326)                  | 64. Grand-Rozoy (02665)            |
| 65. Haramont (02368)                  | 66. Hartennes-et-Taux (02372)    | 67. Jouaignes (02393)                 | 68. Juvigny (02398)                |
| 69. Laffaux (02400)                   | 70. Largny-sur-Automne (02410)   | 71. Launoy (02412)                    | 72. Laversine (02415)              |
| 73. Le Plessier-Huleu (02606)         | 74. Lesges (02421)               | 75. Leury (02424)                     | 76. Lhuys (02427)                  |
| 77. Limé (02432)                      | 78. Longpont (02438)             | 79. Louâtre (02441)                   | 80. Maast-et-Violaine (02447)      |
| 81. Macogny (02449)                   | 82. Margival (02464)             | 83. Marizy-Sainte-Geneviève (02466)   | 84. Marizy-Saint-Mard (02467)      |
| 85. Mercin-et-Vaux (02477)            | 86. Missy-aux-Bois (02485)       | 87. Missy-sur-Aisne (02487)           | 88. Monampteuil (02490)            |
| 89. Monnes (02496)                    | 90. Montgobert (02506)           | 91. Montgru-Saint-Hilaire (02507)     | 92. Montigny-Lengrain (02514)      |
| 93. Mont-Notre-Dame (02520)           | 94. Mont-Saint-Martin (02523)    | 95. Morsain (02527)                   | 96. Mortefontaine (02528)          |
| 97. Muret-et-Crouttes (02533)         | 98. Nampteuil-sous-Muret (02536) | 99. Nanteuil-la-Fosse (02537)         | 100. Neuville-sur-Margival (02551) |
| 101. Noroy-sur-Ourcq (02557)          | 102. Nouvron-Vingré (02562)      | 103. Oigny-en-Valois (02568)          | 104. Osly-Courtil (02576)          |
| 105. Ostel (02577)                    | 106. Oulchy-la-Ville (02579)     | 107. Oulchy-le-Château (02580)        | 108. Paars (02581)                 |
| 109. Parcy-et-Tigny (02585)           | 110. Pargny-et-Filain (02589)    | 111. Pasly (02593)                    | 112. Passy-en-Valois (02594)       |
| 113. Pernant (02598)                  | 114. Ploisy (02607)              | 115. Pommiers (02610)                 | 116. Pont-Arcy (02612)             |
| 117. Presles-et-Boves (02620)         | 118. Puiseux-en-Retz (02628)     | 119. Quincy-sous-le-Mont (02633)      | 120. Ressons-le-Long (02643)       |
| 121. Retheuil (02644)                 | 122. Rozières-sur-Crise (02663)  | 123. Saconin-et-Breuil (02667)        | 124. Saint-Bandry (02672)          |
| 125. Saint-Christophe-à-Berry (02673) | 126. Saint-Mard (02682)          | 127. Saint-Pierre-Aigle (02687)       | 128. Saint-Rémy-Blanzy (02693)     |
| 129. Sancy-les-Cheminots (02698)      | 130. Septmonts (02706)           | 131. Les Septvallons (02439)          | 132. Serches (02711)               |
| 133. Sermoise (02714)                 | 134. Serval (02715)              | 135. Silly-la-Poterie (02718)         | 136. Soissons (02722)              |
| 137. Soucy (02729)                    | 138. Soupir (02730)              | 139. Taillefontaine (02734)           | 140. Tannières (02735)             |
| 141. Tartiers (02736)                 | 142. Terny-Sorny (02739)         | 143. Troësnes (02749)                 | 144. Vailly-sur-Aisne (02758)      |
| 145. Vassens (02762)                  | 146. Vasseny (02763)             | 147. Vaudesson (02766)                | 148. Vauxbuin (02770)              |
| 149. Vauxrezis (02767)                | 150. Vauxtin (02773)             | 151. Venizel (02780)                  | 152. Vézaponin (02793)             |
| 153. Vic-sur-Aisne (02795)            | 154. Viel-Arcy (02797)           | 155. Vierzy (02799)                   | 156. Villemontoire (02804)         |
| 157. Villeneuve-Saint-Germain (02805) | 158. Villers-Cotterêts (02810)   | 159. Villers-Hélon (02812)            | 160. Ville-Savoye (02817)          |
| 161. Vivières (02822)                 | 162. Vregny (02828)              | 163. Vuillery (02829)                 |                                    |

## Neuordnung der Arrondissements 2017

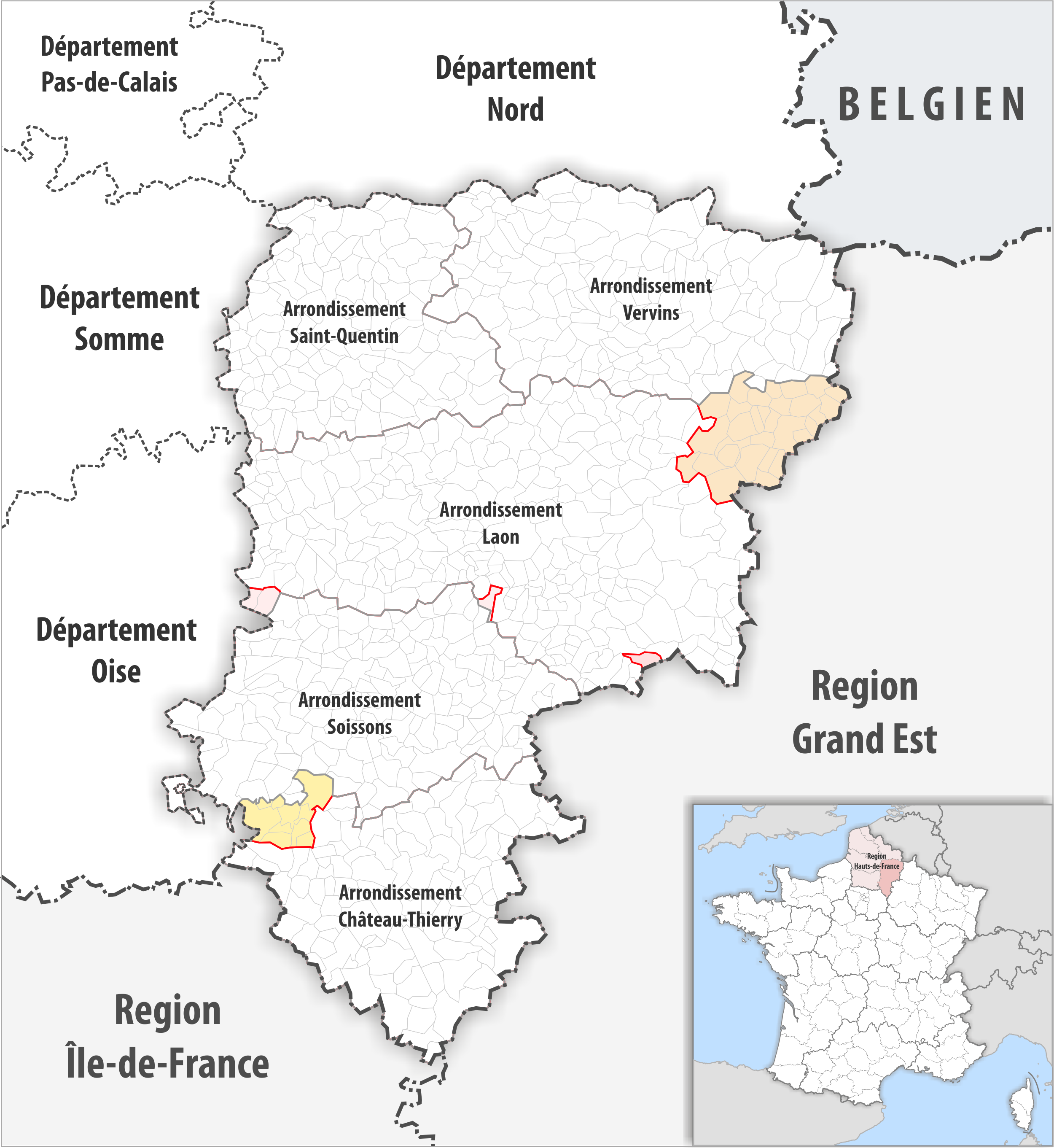
Arrondissementsanpassungen im Jahr 2017

Durch die Neuordnung der Arrondissements im Jahr 2017 wurde die Fläche der 10 Gemeinden Chouy, Dammard, La Ferté-Milon, Macogny, Marizy-Saint-Mard, Marizy-Sainte-Geneviève, Monnes, Passy-en-Valois, Silly-la-Poterie und Troësnes aus dem Arrondissement Château-Thierry und die Fläche der drei Gemeinden Audignicourt, Monampteuil und Vassens aus dem Arrondissement Laon dem Arrondissement Soissons zugewiesen.

## Ehemalige Gemeinden seit 2015
bis 2024:
Filain
bis 2022:
Berzy-le-Sec, Noyant-et-Aconin
bis 2021:
Saint-Thibaut
2016:
Glennes, Longueval-Barbonval, Merval, Perles, Révillon, Vauxcéré, Villers-en-Prayères